# Joe Farrell
Joe Farrell é um especialista em efeitos especiais australiano. Como reconhecimento, foi nomeado ao Oscar 2011 na categoria de Melhores Efeitos Visuais por Hereafter.